# Baliomorpha loriai
Baliomorpha loriai är en nattsländeart som först beskrevs av Luisa Eugenia Navas 1933.  Baliomorpha loriai ingår i släktet Baliomorpha och familjen ryssjenattsländor. Inga underarter finns listade i Catalogue of Life.